# Fiducijarni novac
Fiatov novac (iz lat. riječi fiat ("neka se izvrši! neka bude!)  novac je koji nema pokrića svoje vrijednosti ni u kakvom konkretnom dobru poput zlata ili srebra.
Služi kao valuta koju vlast određuje kao jedino pravno sredstvo plaćanja a vrijednost jamče institucije koje ga izdaju. Većina papirnog novca je fiat novac, uključujući euro i američki dolar. Njegovu vrijednost jamči državna vlast i nije vezana za zlato i općenito nije osigurana.
Ako dovoljno velika organizacija (tj. Zajednica) izda, koristi i prihvati nešto kao plaćanje, to nešto automatski dobiva vrijednost s obzirom na to da mu se vjeruje kao sredstvo za razmjenu dobara.

## Povijest
Nakon Prvog svjetskog rata brojne države su se zbog ogromnih troškova rata bile primorane zadužiti i, da bi otplatile dugove, neke države su počele tiskati dodatni novac koji nije imao pokriće u zlatu. Tijekom Drugog svjetskog rata, 1944. godine, potpisan je Sustav iz Bretton Woodsa kojim su uređeni monetarni sustavi zapadnih saveznika na način da je svaka zapadna valuta imala pokriće u američkom dolaru, a taj je pak pokriće imao u zlatu.
1971. godine tadašnji američki predsjednik Richard Nixon ukinuo je konvertibilnost dolara za zlato. Time je u potpunosti zamijenjen dotadašnji globalni monetarni sustav koji se je temeljio na zlatu.

## Povezani članak
- Helikopterski novac

## Vanjske poveznice
- Fiat novac  Arhivirana inačica izvorne stranice od 8. listopada 2020. (Wayback Machine)